# 963
| Calendário gregoriano                                                        | 963 CMLXIII                                          |
| Ab urbe condita                                                              | 1716                                                 |
| Calendário arménio                                                           | 412 – 413                                            |
| Calendário bahá'í                                                            | -881 – -880                                          |
| Calendário budista                                                           | 1507                                                 |
| Calendário chinês                                                            | 3659 – 3660 Início a 28 de janeiro (aproximadamente) |
| Calendário copta                                                             | 679 – 680                                            |
| Calendário etíope                                                            | 955 – 956                                            |
| Calendários hindus - Vikram Samvat - Calendário nacional indiano - Cáli Iuga | 1018 – 1019 884 – 885 4063 – 4064                    |
| Calendário Holoceno                                                          | 10963                                                |
| Calendário islâmico                                                          | 352 – 353                                            |
| Calendário judaico                                                           | 4723 – 4724                                          |
| Calendário persa                                                             | 341 – 342                                            |
| Calendário rúnico                                                            | 1213                                                 |
| Calendário solar tailandês                                                   | 1506                                                 |

963  (CMLXIII, na numeração romana) foi um ano comum do século X do Calendário Juliano, da Era de Cristo, teve início a uma quinta-feira e terminou também a uma quinta-feira e a sua letra dominical foi D (53 semanas).
No território que viria a ser o reino de Portugal estava em vigor a Era de César que já contava 1001 anos.
| Ano completo                        |
| ----------------------------------- |
| Ano comum com início à quinta-feira |

## Nascimentos
- Sisnando Davídez de Coimbra Moçárabe, peninsular, dono das terras na zona de Coimbra e Senhor de Coimbra, Portugal.